# Apal
Pour les articles homonymes, voir APAL.
 (août 2015).
Si vous disposez d'ouvrages ou d'articles de référence ou si vous connaissez des sites web de qualité traitant du thème abordé ici, merci de compléter l'article en donnant les références utiles à sa vérifiabilité et en les liant à la section « Notes et références ».

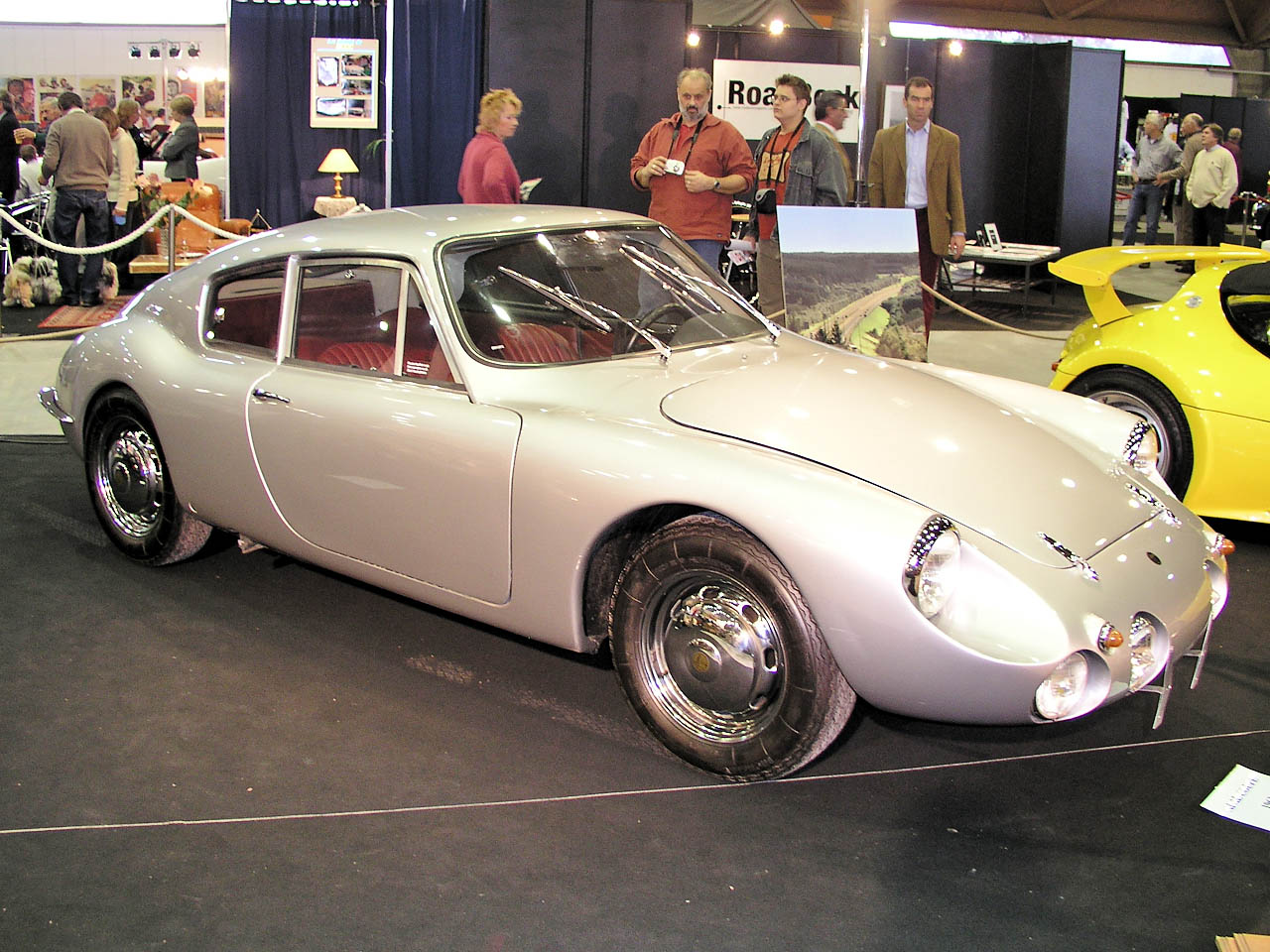
1965 Apal Coupé

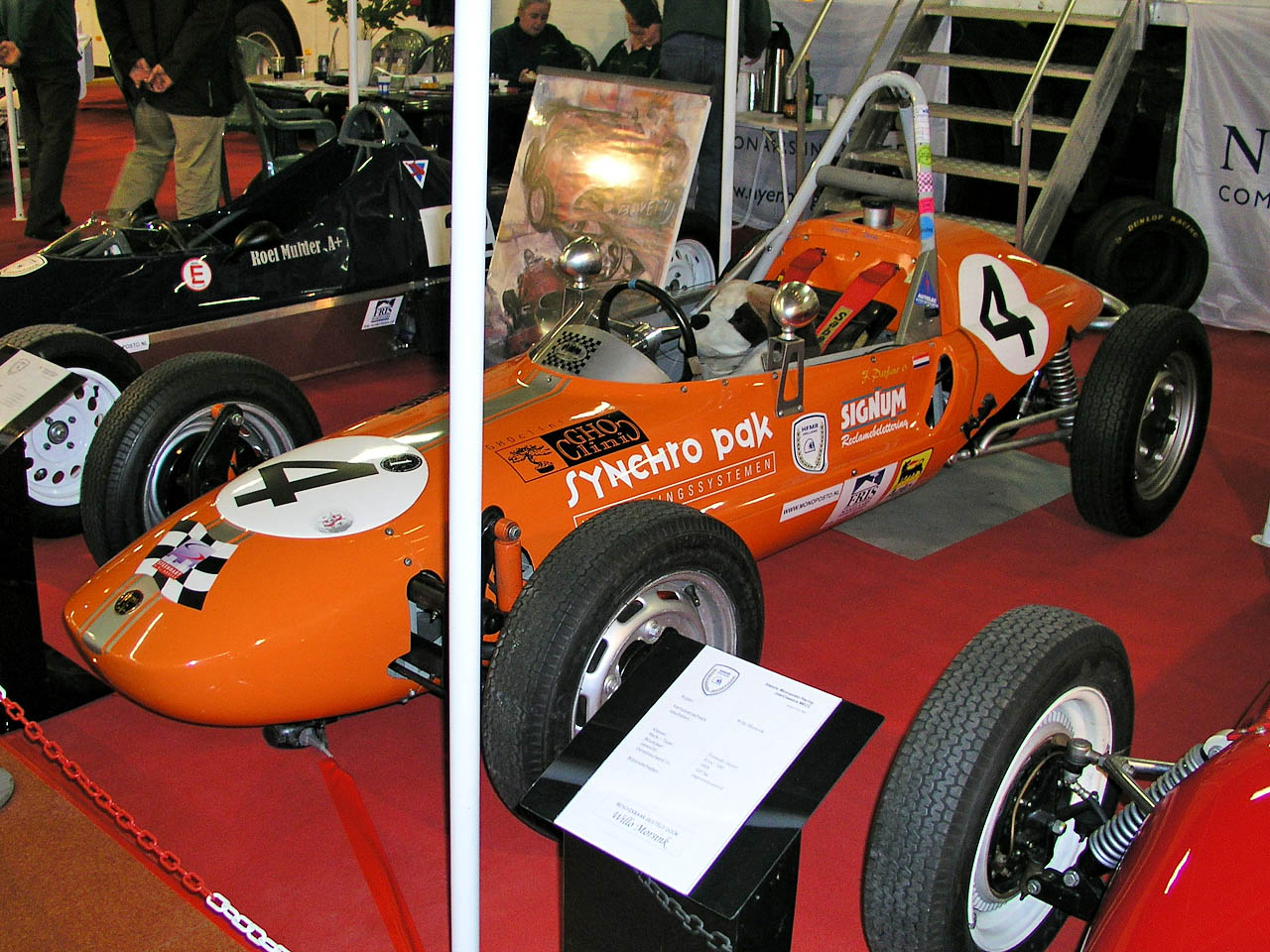
1966 APAL Formule V monoplace

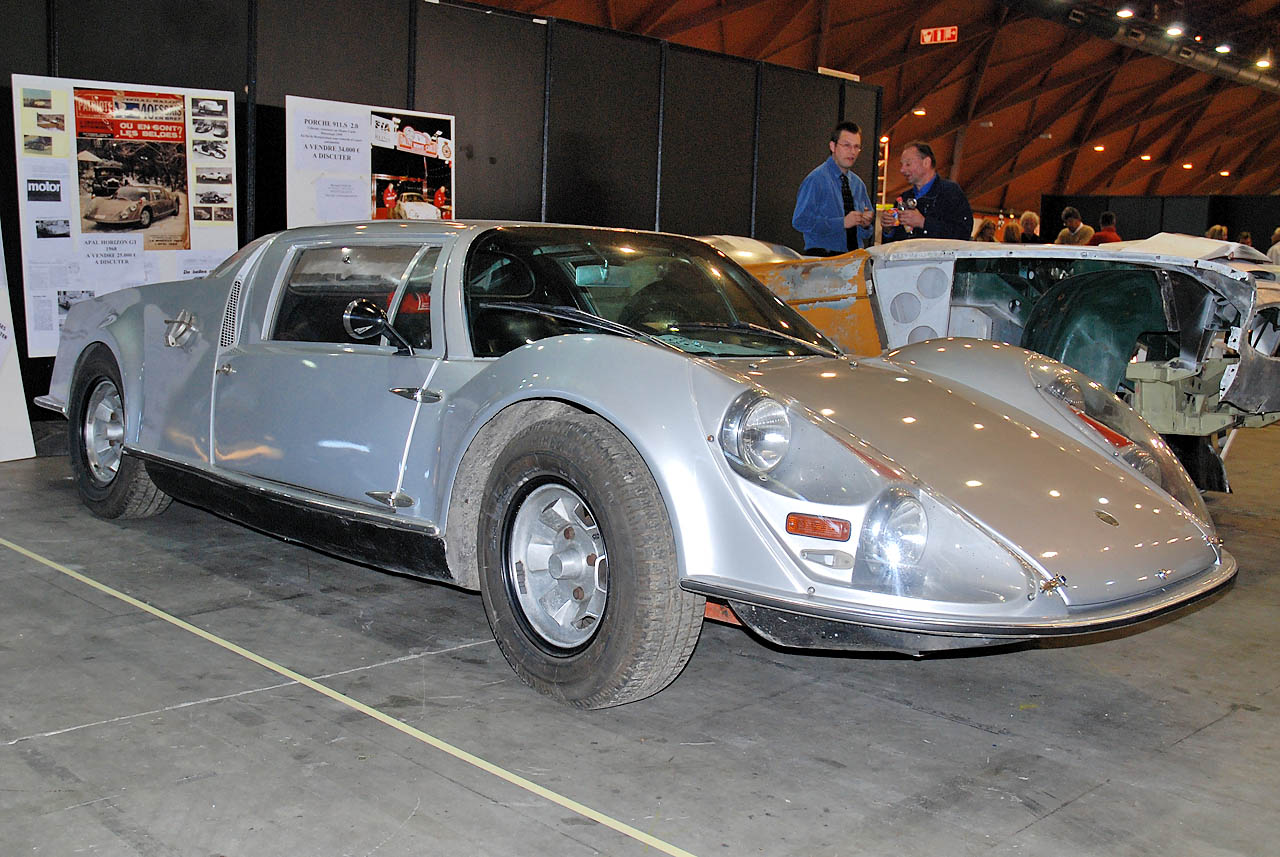
1968 Apal Horizon GT

La société APAL (Application polyester armé Liège) est une société de construction automobile belge fondée en 1961 à Herstal et ensuite installée à Blegny-Trembleur, en région liégeoise, par Edmond Pery et Bruno Vidick dans le but de construire des voitures sportives et buggies. Ils réalisent d'abord un petit coupé sur base VW. Ensuite, APAL fabrique des monoplaces de Formule Vee mais c'est surtout avec le buggy à châssis allemands et à carrosserie en fibre de verre "polyester" que, durant les années 1970, l'usine APAL prend son envol. Au début des années 1980, Edmond Pery continue seul à la tête de la société. À sa plus belle époque, l'usine sort jusqu'à cinq voitures par jour, avec une cinquantaine de travailleurs dont Christian Devillers (chef d'atelier). Apal fait malheureusement faillite en 2008.

## Buggy 4000
Le buggy traditionnel est livrable sur châssis VW standard avec un moteur VW refroidi par air de 1 200 ou 1 300 cm3.  Il a été produit à plus de 4 000 exemplaires par Apal.

## Speedster
Dans les années 1980, tout en continuant à produire le buggy, Edmond Pery se lancera un nouveau défi avec la fabrication de la réplique du Speedster (première voiture construite par Ferdinand Porsche pour son propre compte de 1955 à 1958), elle aussi sur base du châssis de la Volkswagen Coccinelle et produite en Californie par Intermeccanica (en) qui en cède la licence à APAL. Ce cabriolet 2 places dispose d'un moteur avant longitudinal refroidi par eau de 1 640 cm 3 développant 90 ch à 5 500 tr/min. C'est une propulsion dôtée de 4 vitesses. Ses dimensions sont de 395 × 167 × 122 cm et son poids de 715 kg tandis que sa vitesse maximale atteint 172 km/h. (700 exemplaires)

## La fin de la production
Les activités de construction automobiles d'APAL cessent au milieu des années 1990. Seules la reconstruction et la rénovation de voitures anciennes restent dans les ateliers de Blegny. En parallèle et depuis la fin des années 1970, la société APAL s'est également reconvertie dans le domaine des salles de bains de luxe. La première baignoire à massage en Europe a été construite et développée au sein d'APAL[réf. souhaitée]. À la même adresse, la robinetterie de très haut de gamme fait partie de l'aventure du sanitaire. APAL fabrique des baignoires en fibre de verre pour plusieurs personnalités du monde de la chanson et du cinéma, des bains à portes pour personnes à mobilité réduite, des bassins de massages, ou encore la baignoire « Bensberg » pour les accouchements sous eau développée en collaboration avec le docteur "Eingering", professeur en Allemagne dans le domaine de l'accouchement. 
À la mi-juin 2008, le tribunal prononce la faillite de la société.
La marque automobile APAL appartient maintenant exclusivement à l’homme d’affaires belge, Charles-Antoine Masquelin.